# Ici Cotentin
 (décembre 2017).
Ici Cotentin, anciennement France Bleu Cotentin, est l'une des stations de radio généraliste du réseau Ici de Radio France. Elle a pour zone de service le département de la Manche.

## Historique
Créée dans les années 1960 par l'ORTF, Radio Cherbourg a changé plusieurs fois de format et de dénomination : FIP Cherbourg, Radio France Cherbourg. Ayant failli disparaître dans les années 1980, la mobilisation de la population et des élus de la Manche a permis à cette radio de rester fidèle au poste.
Radio Cherbourg a repris le nom d'une station radiophonique lancée aussitôt après le Débarquement allié de 1944, qui fut ainsi la première radio de la France libérée de l'occupation allemande. Son principal présentateur était Roger Meslin.
Elle n'a, de 1975 à 1986, émis que quelques dizaines de minutes par jour, en décrochage de France Inter (réseau FM)..
Le service public de radio régionale ayant été transféré au début des années 1980 de la télévision FR3 à Radio France, l'existence de Radio Cherbourg a été remise en question. Mais la décision a finalement été prise de créer une radio locale à part entière en 1986, dans un format "FIR+", c'est-à-dire le programme musical de FIP, enrichi de quelques émissions locales, notamment le midi dans la continuité des émissions précédemment diffusées en décrochage.
La tempête de 1987 ayant interrompu la liaison d'alimentation du programme musical de FIP, le programme musical des stations locales de Radio France, d'abord pris en secours, a été pérennisé et le format de la radio a été modifié pour devenir une radio locale Radio France Radio Cherbourg, puis Radio France Cherbourg.
Le 4 septembre 2000, les radios locales de Radio France sont réunies dans le réseau France Bleu qui fournit un programme commun national (appelé Bleu modulation) que reprennent les programmes locaux des stations en régions. Renommée à l'occasion France Bleu Cotentin, sa zone de service précédemment limitée au nord de Lessay et Saint-Lô, est étendue à la majorité du département de la Manche, grâce à l'ouverture d'émetteurs au Mont Castre, à Granville, ainsi que par le remplacement du programme France Bleu Basse-Normandie sur les fréquences de Saint-Lô et Coutances. 
En septembre 2015 France Bleu Cotentin installe un reporter en résidence à Saint-Lô dans des locaux situés place de la mairie.
La station est écoutée par plus de 90 000 auditeurs chaque jour.

## Équipes locales

### Direction locale
- Directeur : Jérome Guyon
- Responsable des programmes: Stéphanie Mounier
- Rédactrice en chef : Juliette Lemeunier
- Responsable technique : Paul Jamet

### Équipe
La station France Bleu Cotentin compte à ce jour dans son équipe fixe une trentaine de salariés. À cette équipe s'ajoutent régulièrement : pigistes, CDDs, alternants et stagiaires.

## Programmation et diffusion
Les programmes locaux de France Bleu Cotentin sont diffusés en direct de 6 h à 12 h et de 16 h à 19 h du lundi au vendredi, et de 7 h à 12 h le week-end. Les programmes nationaux du réseau France Bleu sont diffusés le reste de la journée et la nuit.
Parmi les décrochages spécifiques à la Manche figurent les différentes éditions du journal et de la météo locale, ou certaines émissions.

## Anciens responsables
- 1966-? : Alain Créach
- Maryvonne Pillet
- ?-1971 : Roger Lion
- 1971 : Jean-François Montémont, avec Roland Godefroy
- 1971 : Charles Mélingue, avec Pascal Vannier
- 1988 : Daniel Deloit
- 1990 : Bruno Lenormant
- 1996 : Hervé de Haro
- 1999 : Claude Joly
- 2014 : Serge Poézévara
- 2018 : Jean-Marc Perez